# Drongengoedbos
Het Drongengoedbos is het grootste bos van de provincie Oost-Vlaanderen. Het bos is 750 hectare groot, op het grondgebied van Ursel (Aalter), Maldegem (gehucht Kleit) en Knesselare.  Het Drongengoedbos is Europees beschermd als onderdeel van Natura 2000-gebied 'Bossen en heiden van Zandig Vlaanderen: oostelijk deel' (BE2300005). Een groot stuk van het bos is ontstaan door aanplantingen in de negentiende eeuw op een oud heidegebied, het Maldegemveld. Nu is Agentschap voor Natuur en Bos bezig een deel van het Drongengoedbos terug in zijn oorspronkelijke staat te herstellen. Vroeger was het grotendeels heide en venen en die worden nu terug aangelegd. Het Drongengoedbos maakt deel uit van het 'Landschapspark Drongengoed'. 
Het terrein ligt in het Meetjesland tussen Knesselare, Ursel en Maldegem, en is deels in privaat bezit, en deels militair terrein. Een ander deel is eigendom van het Vlaamse Gewest (Agentschap voor Natuur en Bos). 
Midden in het Drongengoedbos ligt de Drongengoedhoeve, een abdijhoeve die door de Norbertijnen gebruikt werd om vooral in de 18de eeuw bos te ontginnen. Nu is de Drongengoedhoeve een bezoekerscentrum.

## Geschiedenis
In 1242 schonk of verkocht gravin Johanna Van Constantinopel en graaf Thomas van Savoye de woeste heidegronden van het Maldegemveld aan drie verschillende abdijen. De abdij van de Norbertijnen van Drongen, de Sint-Baafsabdij in Gent en de abdij Ter Doest in Lissewege.
De ontginning van die woeste gronden verliep moeizaam en kwam pas op kruissnelheid onder het bewind van abt De Stoop in 1740. Deze abt stapte af van het plan om van het Maldegemveld een landbouwgebied te maken, dat bleek onmogelijk door de harde kleigrond. Hij liet de dreven, die er vandaag nog zijn, volgens dambordmotief aanleggen voor bosontginning. In 1746 bouwde hij de nieuwe Drongengoedhoeve. Het bewijs daarvoor kan men nog altijd lezen in de twee wapenschilden boven de poort. Enerzijds de spreuk van de abdij van Drongen: vita brevis (het leven is kort), anderzijds het persoonlijke wapenschild van abt De Stoop: corda juncta cordibus (laat de harten verenigd zijn). De hoeve en het gebied valt in privéhanden na de Franse revolutie. Vanaf dan moet het bos stilaan weer plaats maken voor landbouwgrond.
In 1955, in volle Koude Oorlog, legde de NAVO midden in het Drongengoedbos een vliegveld aan om mogelijke aanvallen van het het Sovjetblok af te slaan. In de praktijk werd het vliegveld Ursel al snel een reservevliegveld en dit tot 1993. Na 1993 werd het eigendom van het Belgische leger dat het als oefenveld en oefenterrein gebruikt, en het verhuurt voor privégebruik. De laatste jaren wordt het vliegveld enkel nog gebruikt voor recreatieve sportvliegerij. Op het vliegveld wordt ook jaarlijks Wings & Wheels georganiseerd: een openluchtexpositie van tanks, militaire voertuigen en vliegtuigen.
In 2025 raakte bekend dat er een nieuwe legerbasis komt.

## Fauna en flora
In het bos leeft ree, damhert, konijn, Europese haas, boommarter en vogels zoals zwarte specht, groene specht, boomklever, bonte vliegenvanger, buizerd, sperwer, torenvalk, boomvalk, bosuil, ransuil, en amfibieën zoals de kamsalamander. 
Verder leven er negen soorten vleermuizen: watervleermuis, franjestaart, grootoorvleermuis, bosvleermuis, Brandts vleermuis, baardvleermuis, ruige dwergvleermuis, gewone dwergvleermuis, rosse vleermuis en laatvlieger. Er komt zaagblad, dubbelloofvaren, dopheide, struikheide, ronde zonnedauw, heidekartelblad voor.

## Natuurbeleving
Het Drongengoedbos is vrij toegankelijk op de paden. De bewegwijzerde Drongengoedwandelroute, de Streek-GR Uilenspiegel en het wandelknooppuntennetwerk 'Meetjeslandse Bossen' doorkruisen ook het bosgebied.

## Afbeeldingen

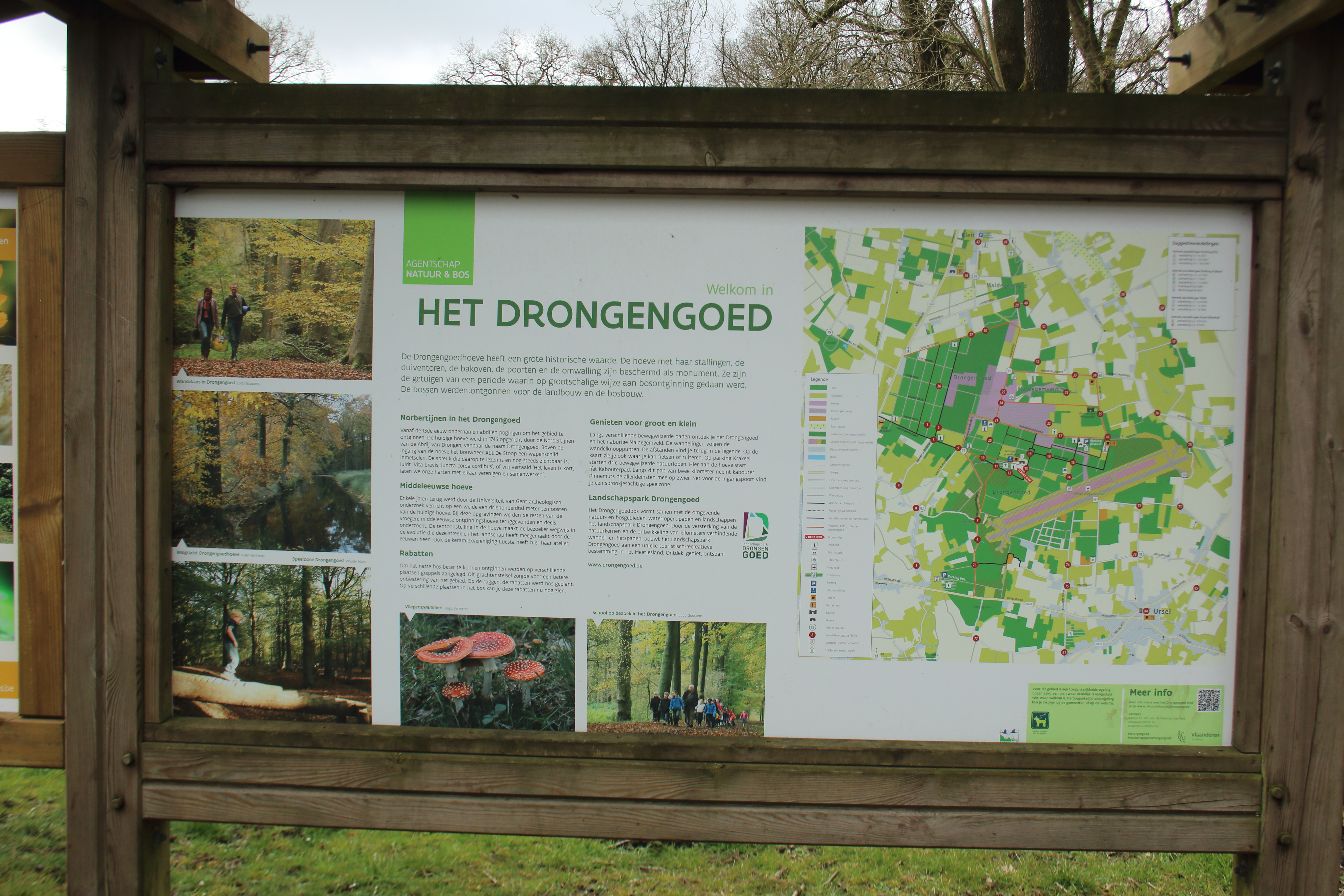
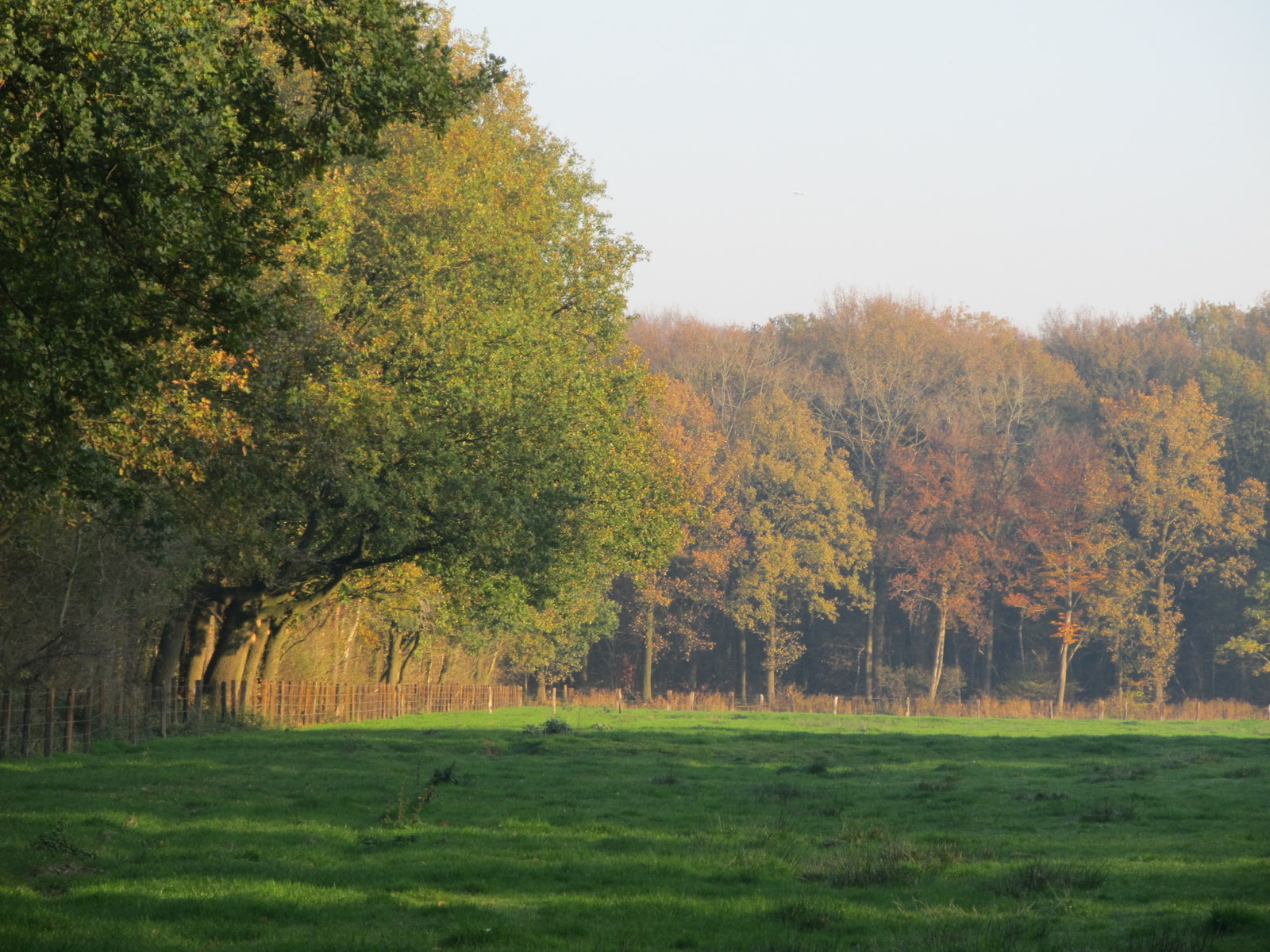
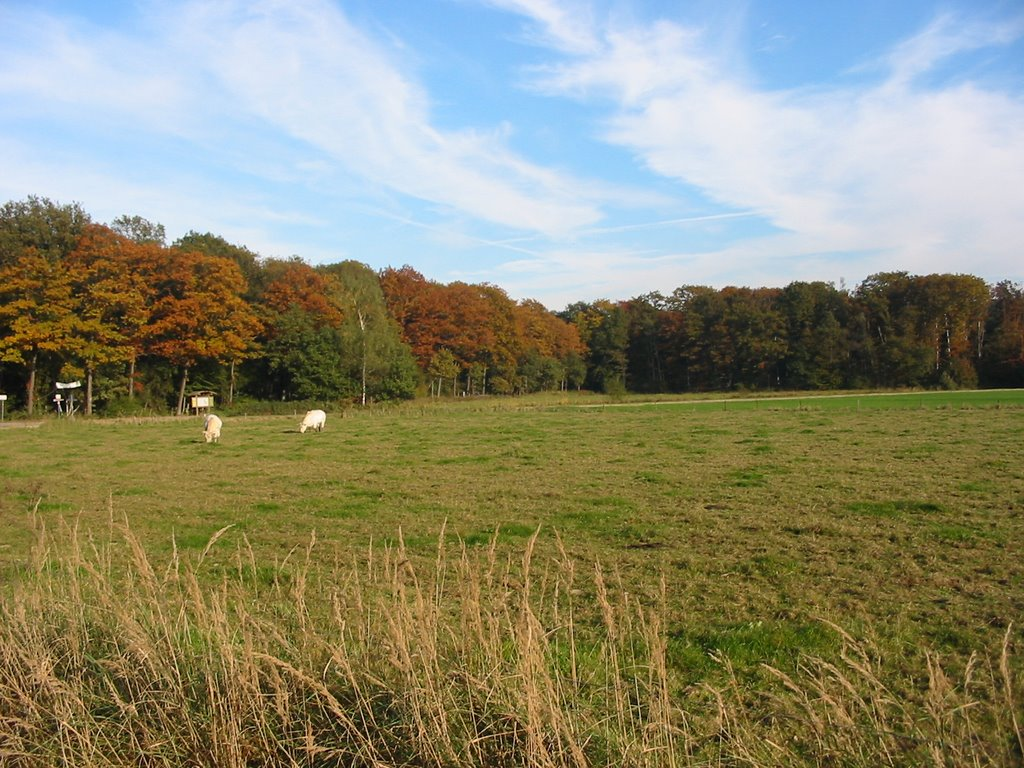
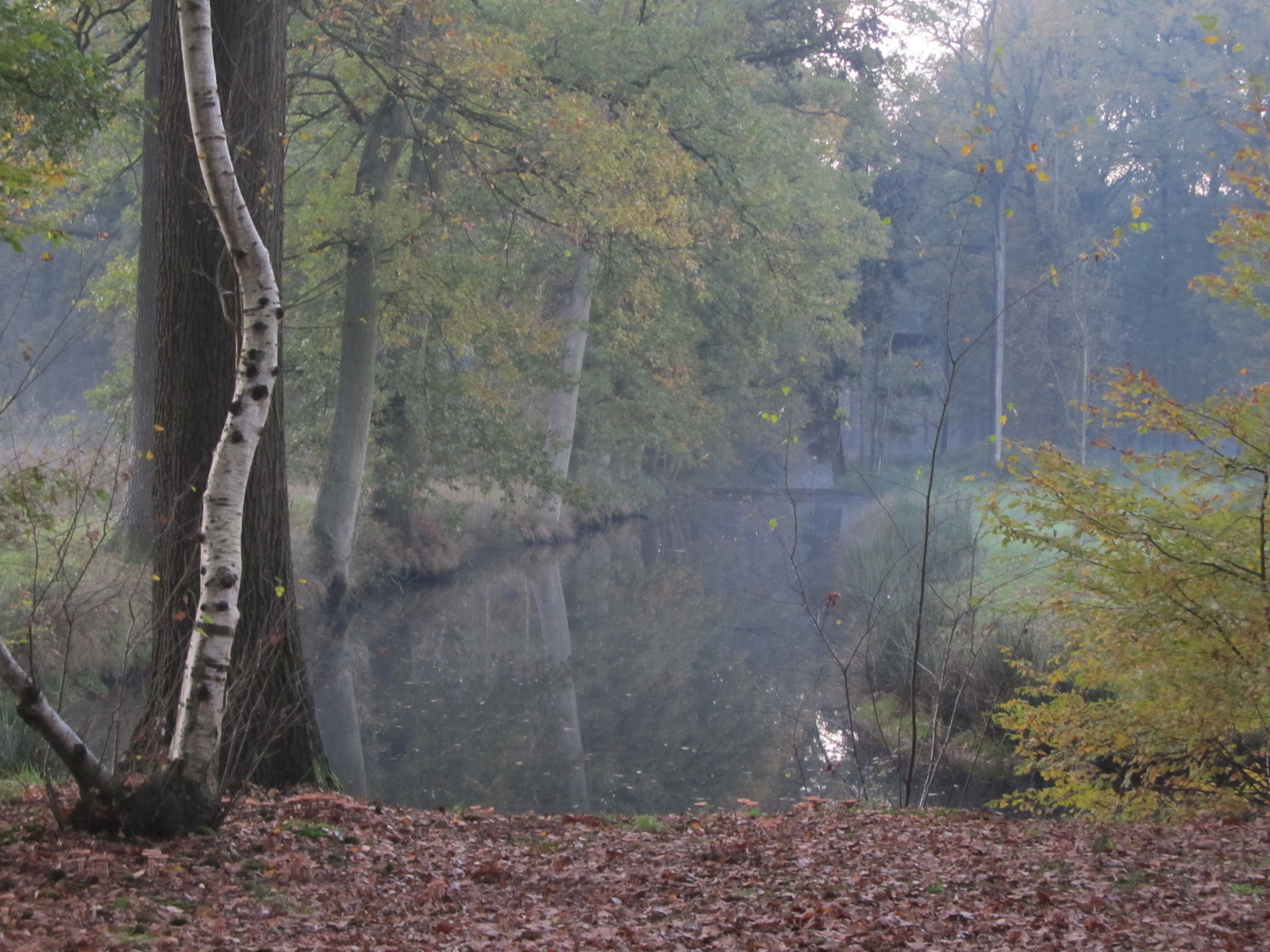
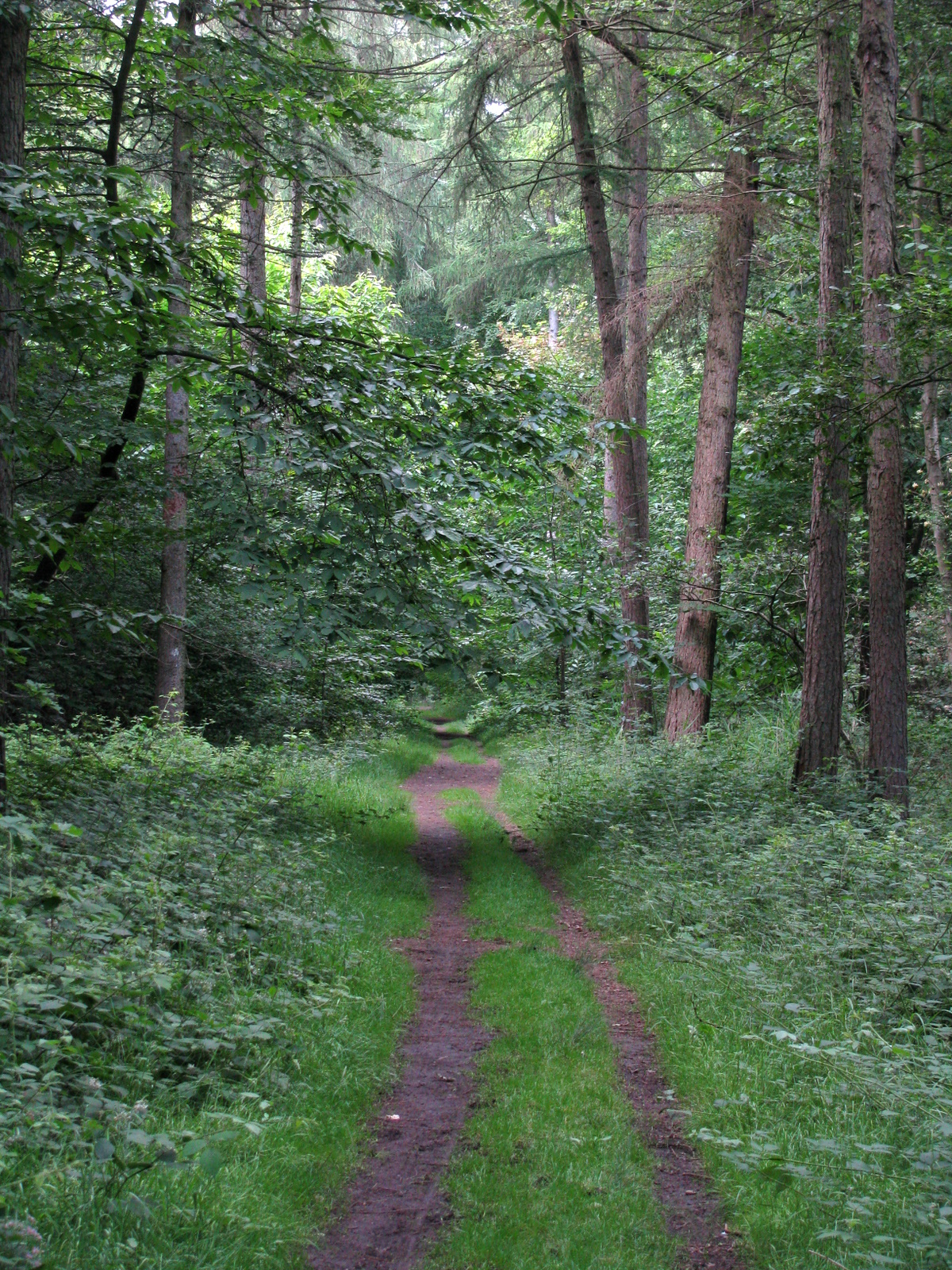
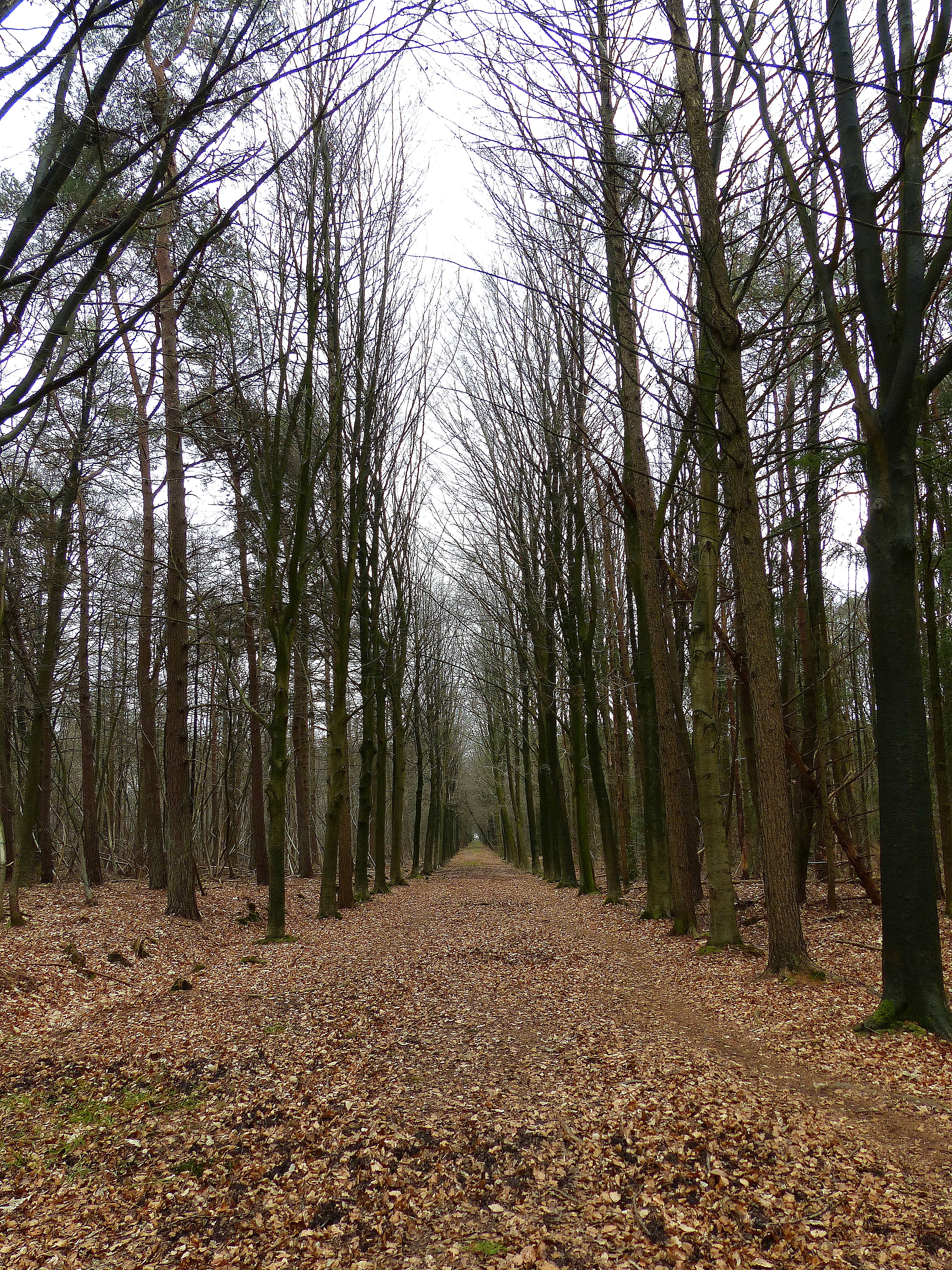